# Municipio de East Hanover (Nueva Jersey)
El municipio de East Hanover (en inglés: East Hanover Township) es un municipio ubicado en el condado de Morris en el estado estadounidense de Nueva Jersey. En el año 2010 tenía una población de 11,157 habitantes y una densidad poblacional de 528.7 personas por km².

## Geografía
El municipio de East Hanover se encuentra ubicado en las coordenadas 40°49′12″N 74°21′53″O / 40.82000, -74.36472.

## Demografía
Según la Oficina del Censo en 2000 los ingresos medios por hogar en el municipio eran de $82,133 y los ingresos medios por familia eran $88,348. Los hombres tenían unos ingresos medios de $58,333 frente a los $36,069 para las mujeres. La renta per cápita para la localidad era de $32,129. Alrededor del 1.7% de la población estaba por debajo del umbral de pobreza.